# 윈청구

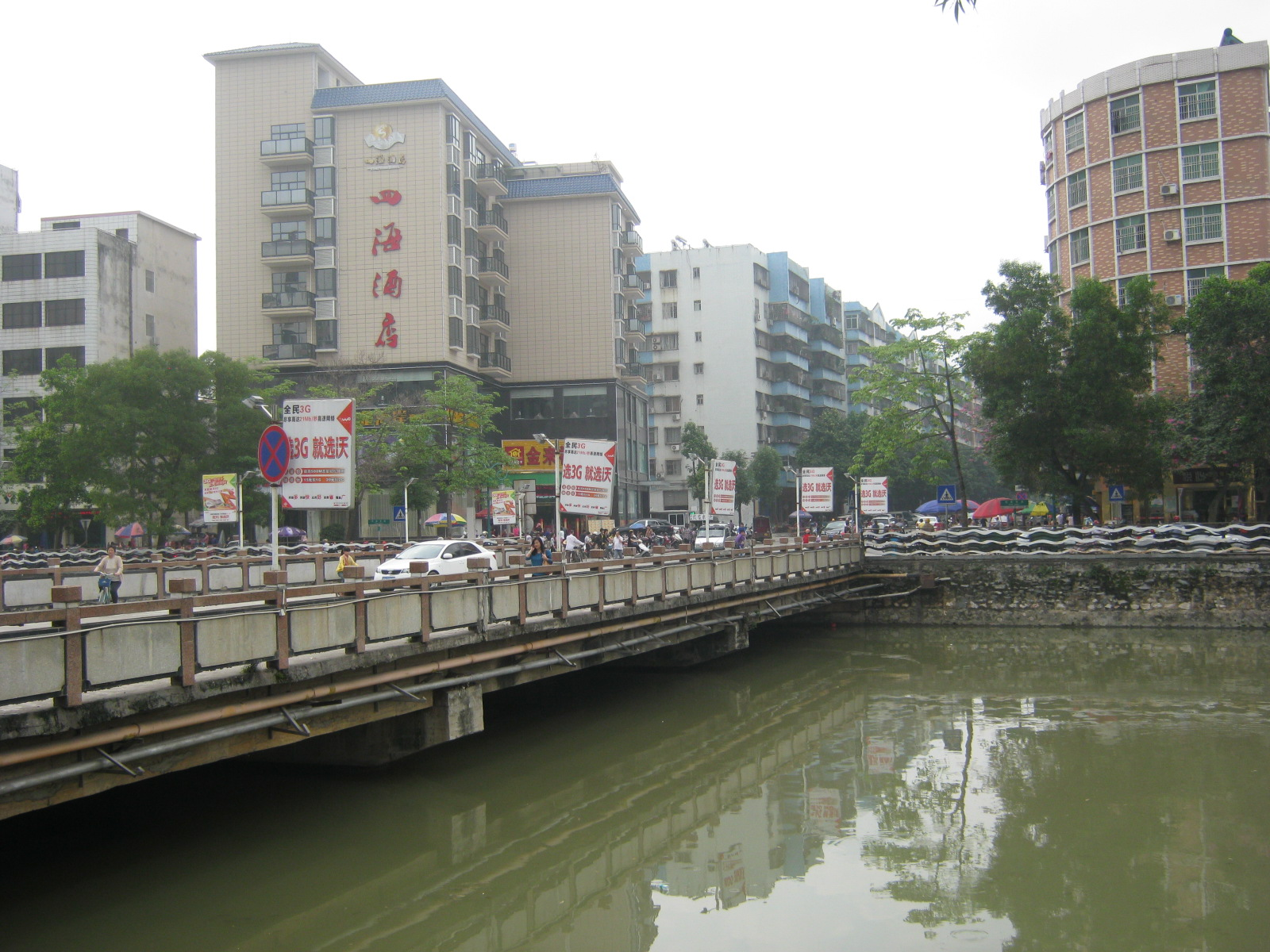

윈청구(한국어: 운성구, 중국어: 云城区, 병음: Yúnchéng Qū)는 중화인민공화국 광둥성 윈푸 시의 현급 행정구역이다. 넓이는 762km2이고, 인구는 2007년 기준으로 290,000명이다.

## 행정 구역
4개 가도, 3개 진을 관할한다.
- 가도: 云城街道, 高峰街道, 河口街道, 安塘街道.
- 진: 都杨镇, 腰古镇, 思劳镇.